# Woiwodschap Gniezno
Het woiwodschap Gniezno (Pools: Województwo Gnieźnieńskie) was in de 18e eeuw een woiwodschap van Polen. De hoofdstad was Gniezno. Het gebied werd in 1768 afgesplitst van het woiwodschap Kalisz en ging na de Poolse Delingen op in Pruisen.
Het woiwodschap was ingedeeld in drie powiatten, vernoemd naar de hoofdplaatsen Gniezno, Kcynia en Nakło nad Notecią.